# Falisker

Sprachgebiete im 6. Jahrhundert v. Chr.

Die Falisker waren ein Stamm mit sabinischer Herkunft oder Verbindungen, der ein dem Lateinischen nah verwandtes Idiom sprach (siehe Faliskische Sprache), die Stadt Falerii sowie einen beträchtlichen Teil der Umgebung bewohnte, der vielleicht sogar die kleine Stadt Capena im Süden hinunter umfasste.
Zu Beginn des 5. Jahrhunderts v. Chr. war die etruskische Zivilisation in der Stadt das vorherrschende Element. Die gesamten folgenden Jahrhunderte hindurch wurde die Stadt zur etruskischen Liga gezählt, manchmal sogar an führender Stelle.
Trotz der etruskischen Dominanz bewahrten die Falisker viel von ihren italischen Ursprüngen, so zum Beispiel die Verehrung der Juno Quiritis und Feronia sowie den Kult des Dis Soranus durch die Hirpi oder feuerspringenden Priester vom Berg Soracte.
Zusätzlich zu den Relikten, die in den Gräbern gefunden wurden und die hauptsächlich in die Zeit der etruskischen Dominanz gehören und umfassende Zeugnisse von der Raffinesse und dem materiellen Wohlstand der faliskischen Kultur geben, brachten die älteren Schichten primitivere Reste aus der italischen Epoche hervor. Eine große Anzahl von Inschriften, die hauptsächlich aus Eigennamen bestehen, können eher als etruskisch denn als faliskisch gelten.
Die Falisker kamen schon früh mit den sich ausdehnenden Römern in Konflikt, auch weil sie im Krieg Roms gegen Veii und Fidenae auf Seiten Fidenaes und Veiis standen. Deshalb verheerte der römische Konsulartribun Lucius Valerius Potitus im Jahre 398 v. Chr. das Gebiet der Falisker um die Stadt Falerii. Im Jahre 293 v. Chr. unterlagen die Falisker den Römern unter deren Konsul Spurius Carvilius Maximus.
Noch einmal versuchten die Falisker, ihre Unabhängigkeit zurückzugewinnen. Sie erhoben sich gegen Rom nach Beendigung des Ersten Punischen Krieges und wurden dafür von Rom hart bestraft: Der Aufstand wurde blutig durch die beiden Konsuln Aulus Manlius Torquatus Atticus und Quintus Lutatius Cerco niedergeschlagen. Die Hauptstadt Falerii wurde (bis auf den Junotempel) zerstört und die überlebenden Bewohner wurden an anderer Stelle in eine neue Stadt, Falerii nova, umgesiedelt.
Auf Sardinien gab es eine Stadt Feronia, die vielleicht von faliskischen Siedlern nach ihrer Göttin benannt wurde; ihr gewidmete Weihinschriften hat man bei S. Maria di Falleri gefunden.
Siehe auch: Civita Castellana